# Bloqueio atrioventricular do primeiro grau
Bloqueio atrioventricular do primeiro grau, ou prolongamento do intervalo PR, é uma doença do sistema de condução elétrica do coração na qual o intervalo PR fica prolongado além de 0.20 segundos.
No bloqueio AV (atrioventricular) do primeiro grau, a condução do impulso dos átrios aos ventrículos pelo nó AV é atrasada e viaja mais lentamente do que o normal. Na população normal (adultos jovens), a prevalência é de 0.65-1.1% e a incidência é de 0.13 para 1000 pessoas.

## Causas
As possíveis causas incluem:
- Por aumento do tônus vagal (manobra vagal, prostigmine, digital);
- Uso de medicações betabloqueadoras (propranolol, metoprolol, carvedilol, atenolol e etc);
- Hipopotassemia;
- Doença coronariana;
- Cardiopatias congênitas (Doença de Ebstein, Comunicação Interatrial);
- Estenose tricúspide;
- Cardite reumática.

As causas mais comuns do bloqueio AV do primeiro grau são doença de nódulo do AV, tônus vagal aumentado (como em atletas), miocardite, Infarto agudo do miocárdio (especialmente infarto do miocárdio inferior), perturbação dos níveis de eletrólitos, doença isquêmica do coração, doenças congênitas, inflamatórias e degenerativas do coração, doenças do colágeno e medicações (ex.: propranolol).

## Diagnóstico

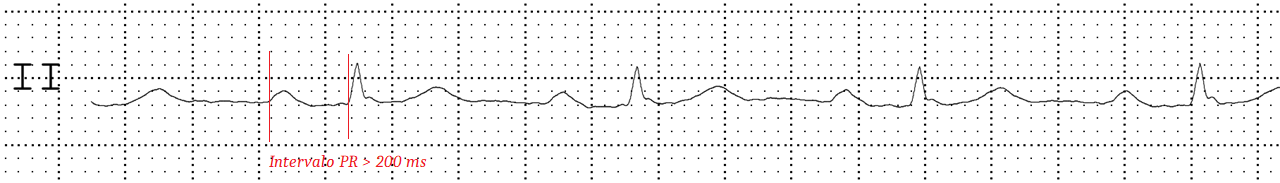
Bloqueio atrioventricular de primeiro grau - Derivação D2.

Em indivíduos normais, o nó atrioventricular atrasa a condução do impulso elétrico pelo coração. Esse atraso é caracterizado no eletrocardiograma como intervalo PR. O intervalo PR normal é de 120 ms a 200 ms de duração. No bloqueio AV, o nó AV doente conduz a atividade elétrica mais devagar. Isso é visto como um intervalo PR maior que 200 ms de duração no eletrocardiograma.

## Tratamento
O objetivo do tratamento será corrigir a causa do desequilíbrio eletrolítico e trocar medicamentos que possam agravá-lo. Não requer internação a menos que haja um infarto do miocárdio associado. Não costuma evoluir para formas superiores de bloqueio cardíaco, mas pode exigir acompanhamento ambulatorial e acompanhamento do ECG se houver comorbidade(outra doença associada). Se existe uma necessidade de tratamento de uma condição não relacionada, deve ser tomado cuidado para não introduzir qualquer medicamento que possa retardar a condução AV. Se isso não for possível, o médicos devem ter muito cuidado ao introduzir qualquer droga que possa retardar a condução elétrica do coração e acompanhamento regular por ECG é indicado.

## Prognóstico
Geralmente não há complicações decorrentes do bloqueio AV, mas há a possibilidade de evolução para outros graus de bloqueio. Está associado com um risco aumentado de fibrilação atrial.